# Séries éliminatoires de la Ligue majeure de baseball 2023
Navigation
2022 2024
Les séries éliminatoires 2023 sont la partie finale de la saison de baseball de la Ligue majeure de baseball et font suite à la saison régulière 2023. Elles débutent le 3 octobre et se terminent le 1er novembre 2023 par la victoire des Rangers du Texas lors du match 5 de la Série mondiale face aux Diamondbacks de l'Arizona.

## Contexte des séries
Cette année les séries éliminatoires restent inchangés par rapport à la saison dernière, :
- Douze équipes se qualifient pour les séries éliminatoires, avec des gagnants de division classés un à trois et un wild card classé quatre à six dans leurs ligues respectives.
- Les deux premières têtes de série de chaque ligue sont exempts de wild card.
- L'équipe vainqueur de division la moins bien classée et trois équipes de wild card (chacune classée selon le record de la saison régulière) jouent un tour Wild Card au meilleur des trois, la tête de série la plus élevée accueillant les trois matchs. La troisième tête de série joue la sixième tête de série et la quatrième tête de série joue la cinquième tête de série.
- La première tête de série affrontera le vainqueur de la quatrième tête de série contre la cinquième tête de série, et la deuxième tête de série affronte le vainqueur de la troisième tête de série contre la sixième tête de série dans le tour de division.

## Équipes qualifiées

### Ligue américaine
| Rang | Équipe               | Bilan  | Obtention         | Obtention         | Obtention                       | Obtention          | Obtention |
| Rang | Équipe               | Bilan  | Place en Playoffs | Titre de division | Meilleur bilan de la conférence | Meilleur bilan MLB |           |
| ---- | -------------------- | ------ | ----------------- | ----------------- | ------------------------------- | ------------------ | --------- |
| 1    | Orioles de Baltimore | 101-61 | 17 septembre      | 28 septembre      | 28 septembre                    | –                  |           |
| 2    | Astros de Houston    | 90-72  | 30 septembre      | 1er octobre       | –                               | –                  |           |
| 3    | Twins du Minnesota   | 87-75  | 22 septembre      | 22 septembre      | –                               | –                  |           |
| 4    | Rays de Tampa Bay    | 99-63  | 17 septembre      | –                 | –                               | –                  |           |
| 5    | Rangers du Texas     | 90-72  | 30 septembre      | –                 | –                               | –                  |           |
| 6    | Blue Jays de Toronto | 89-73  | 30 septembre      | –                 | –                               | –                  |           |

### Ligue nationale
| Rang | Équipe                    | Bilan  | Obtention         | Obtention         | Obtention                       | Obtention          | Obtention |
| Rang | Équipe                    | Bilan  | Place en Playoffs | Titre de division | Meilleur bilan de la conférence | Meilleur bilan MLB |           |
| ---- | ------------------------- | ------ | ----------------- | ----------------- | ------------------------------- | ------------------ | --------- |
| 1    | Braves d'Atlanta          | 104-58 | 10 septembre      | 13 septembre      | 27 septembre                    | 28 septembre       |           |
| 2    | Dodgers de Los Angeles    | 100-62 | 16 septembre      | 16 septembre      | –                               | –                  |           |
| 3    | Brewers de Milwaukee      | 92-70  | 22 septembre      | 26 septembre      | –                               | –                  |           |
| 4    | Phillies de Philadelphie  | 90-72  | 26 septembre      | –                 | –                               | –                  |           |
| 5    | Marlins de Miami          | 84-77  | 30 septembre      | –                 | –                               | –                  |           |
| 6    | Diamondbacks de l'Arizona | 84-78  | 30 septembre      | –                 | –                               | –                  |           |

## Tableau
|  | Séries de Wild Card | Séries de Wild Card       | Séries de Wild Card | Séries de Wild Card       |                |                          | Séries de divisions | Séries de divisions | Séries de divisions | Séries de divisions |  |  | Série de championnat | Série de championnat | Série de championnat | Série de championnat |  |  | Série mondiale                | Série mondiale                | Série mondiale                | Série mondiale                |
|  |                     |                           |                     |                           |                |                          |                     |                     |                     |                     |  |  |                      |                      |                      |                      |  |  |                               |                               |                               |                               |
|  |                     |                           |                     |                           |                |                          | du 7 au 10 octobre  | du 7 au 10 octobre  | du 7 au 10 octobre  | du 7 au 10 octobre  |  |  | du 15 au 23 octobre  | du 15 au 23 octobre  | du 15 au 23 octobre  | du 15 au 23 octobre  |  |  | du 27 octobre au 1er novembre | du 27 octobre au 1er novembre | du 27 octobre au 1er novembre | du 27 octobre au 1er novembre |
|  |                     |                           |                     |                           |                |                          | du 7 au 10 octobre  | du 7 au 10 octobre  | du 7 au 10 octobre  | du 7 au 10 octobre  |  |  | du 15 au 23 octobre  | du 15 au 23 octobre  | du 15 au 23 octobre  | du 15 au 23 octobre  |  |  | du 27 octobre au 1er novembre | du 27 octobre au 1er novembre | du 27 octobre au 1er novembre | du 27 octobre au 1er novembre |
|  |                     |                           |                     |                           |                |                          | du 7 au 10 octobre  | du 7 au 10 octobre  | du 7 au 10 octobre  | du 7 au 10 octobre  |  |  | du 15 au 23 octobre  | du 15 au 23 octobre  | du 15 au 23 octobre  | du 15 au 23 octobre  |  |  | du 27 octobre au 1er novembre | du 27 octobre au 1er novembre | du 27 octobre au 1er novembre | du 27 octobre au 1er novembre |
|  |                     |                           |                     |                           |                |                          | du 7 au 10 octobre  | du 7 au 10 octobre  | du 7 au 10 octobre  | du 7 au 10 octobre  |  |  | du 15 au 23 octobre  | du 15 au 23 octobre  | du 15 au 23 octobre  | du 15 au 23 octobre  |  |  | du 27 octobre au 1er novembre | du 27 octobre au 1er novembre | du 27 octobre au 1er novembre | du 27 octobre au 1er novembre |
|  | 1                   | Orioles de Baltimore      | 0                   | 0                         |                |                          |                     |                     |                     |                     |  |  | du 15 au 23 octobre  | du 15 au 23 octobre  | du 15 au 23 octobre  | du 15 au 23 octobre  |  |  | du 27 octobre au 1er novembre | du 27 octobre au 1er novembre | du 27 octobre au 1er novembre | du 27 octobre au 1er novembre |
|  | 1                   | Orioles de Baltimore      | 0                   | 0                         | 3 et 4 octobre |                          |                     |                     |                     |                     |  |  | du 15 au 23 octobre  | du 15 au 23 octobre  | du 15 au 23 octobre  | du 15 au 23 octobre  |  |  | du 27 octobre au 1er novembre | du 27 octobre au 1er novembre | du 27 octobre au 1er novembre | du 27 octobre au 1er novembre |
|  |                     |                           | 5                   | Rangers du Texas          | 3              | 3                        |                     |                     |                     |                     |  |  | du 15 au 23 octobre  | du 15 au 23 octobre  | du 15 au 23 octobre  | du 15 au 23 octobre  |  |  | du 27 octobre au 1er novembre | du 27 octobre au 1er novembre | du 27 octobre au 1er novembre | du 27 octobre au 1er novembre |
|  | 4                   | Rays de Tampa Bay         | 5                   | Rangers du Texas          | 3              | 3                        | 0                   | 0                   |                     |                     |  |  | du 15 au 23 octobre  | du 15 au 23 octobre  | du 15 au 23 octobre  | du 15 au 23 octobre  |  |  | du 27 octobre au 1er novembre | du 27 octobre au 1er novembre | du 27 octobre au 1er novembre | du 27 octobre au 1er novembre |
|  | 4                   | Rays de Tampa Bay         | du 7 au 11 octobre  |                           |                |                          | 0                   | 0                   |                     |                     |  |  | du 15 au 23 octobre  | du 15 au 23 octobre  | du 15 au 23 octobre  | du 15 au 23 octobre  |  |  | du 27 octobre au 1er novembre | du 27 octobre au 1er novembre | du 27 octobre au 1er novembre | du 27 octobre au 1er novembre |
|  | 5                   | Rangers du Texas          | 2                   | 2                         |                |                          |                     |                     |                     |                     |  |  | du 15 au 23 octobre  | du 15 au 23 octobre  | du 15 au 23 octobre  | du 15 au 23 octobre  |  |  | du 27 octobre au 1er novembre | du 27 octobre au 1er novembre | du 27 octobre au 1er novembre | du 27 octobre au 1er novembre |
|  | 5                   | Rangers du Texas          | 2                   | 2                         | 5              | Rangers du Texas         | 4                   | 4                   |                     |                     |  |  |                      |                      |                      |                      |  |  | du 27 octobre au 1er novembre | du 27 octobre au 1er novembre | du 27 octobre au 1er novembre | du 27 octobre au 1er novembre |
|  |                     |                           |                     |                           | 5              | Rangers du Texas         | 4                   | 4                   |                     |                     |  |  |                      |                      |                      |                      |  |  | du 27 octobre au 1er novembre | du 27 octobre au 1er novembre | du 27 octobre au 1er novembre | du 27 octobre au 1er novembre |
|  |                     |                           | 2                   | Astros de Houston         | 3              | 3                        |                     |                     |                     |                     |  |  |                      |                      |                      |                      |  |  | du 27 octobre au 1er novembre | du 27 octobre au 1er novembre | du 27 octobre au 1er novembre | du 27 octobre au 1er novembre |
|  |                     |                           |                     |                           | 3              | 3                        |                     |                     |                     |                     |  |  |                      |                      |                      |                      |  |  | du 27 octobre au 1er novembre | du 27 octobre au 1er novembre | du 27 octobre au 1er novembre | du 27 octobre au 1er novembre |
|  |                     | du 16 au 24 octobre       |                     |                           |                |                          |                     |                     |                     |                     |  |  |                      |                      |                      |                      |  |  | du 27 octobre au 1er novembre | du 27 octobre au 1er novembre | du 27 octobre au 1er novembre | du 27 octobre au 1er novembre |
|  |                     |                           |                     |                           |                |                          |                     |                     |                     |                     |  |  |                      |                      |                      |                      |  |  | du 27 octobre au 1er novembre | du 27 octobre au 1er novembre | du 27 octobre au 1er novembre | du 27 octobre au 1er novembre |
|  | 2                   | Astros de Houston         | 3                   | 3                         |                |                          |                     |                     |                     |                     |  |  |                      |                      |                      |                      |  |  | du 27 octobre au 1er novembre | du 27 octobre au 1er novembre | du 27 octobre au 1er novembre | du 27 octobre au 1er novembre |
|  | 2                   | Astros de Houston         | 3                   | 3                         | 3 et 4 octobre |                          |                     |                     |                     |                     |  |  |                      |                      |                      |                      |  |  | du 27 octobre au 1er novembre | du 27 octobre au 1er novembre | du 27 octobre au 1er novembre | du 27 octobre au 1er novembre |
|  |                     |                           | 3                   | Twins du Minnesota        | 1              | 1                        |                     |                     |                     |                     |  |  |                      |                      |                      |                      |  |  | du 27 octobre au 1er novembre | du 27 octobre au 1er novembre | du 27 octobre au 1er novembre | du 27 octobre au 1er novembre |
|  | 3                   | Twins du Minnesota        | 3                   | Twins du Minnesota        | 1              | 1                        | 2                   | 2                   |                     |                     |  |  |                      |                      |                      |                      |  |  | du 27 octobre au 1er novembre | du 27 octobre au 1er novembre | du 27 octobre au 1er novembre | du 27 octobre au 1er novembre |
|  | 3                   | Twins du Minnesota        | du 7 au 12 octobre  |                           |                |                          | 2                   | 2                   |                     |                     |  |  |                      |                      |                      |                      |  |  | du 27 octobre au 1er novembre | du 27 octobre au 1er novembre | du 27 octobre au 1er novembre | du 27 octobre au 1er novembre |
|  | 6                   | Blue Jays de Toronto      | 0                   | 0                         |                |                          |                     |                     |                     |                     |  |  |                      |                      |                      |                      |  |  | du 27 octobre au 1er novembre | du 27 octobre au 1er novembre | du 27 octobre au 1er novembre | du 27 octobre au 1er novembre |
|  | 6                   | Blue Jays de Toronto      | 0                   | 0                         | AL5            | Rangers du Texas         | 4                   | 4                   |                     |                     |  |  |                      |                      |                      |                      |  |  |                               |                               |                               |                               |
|  |                     |                           |                     |                           | AL5            | Rangers du Texas         | 4                   | 4                   |                     |                     |  |  |                      |                      |                      |                      |  |  |                               |                               |                               |                               |
|  |                     |                           | NL6                 | Diamondbacks de l'Arizona | 1              | 1                        |                     |                     |                     |                     |  |  |                      |                      |                      |                      |  |  |                               |                               |                               |                               |
|  |                     |                           |                     |                           | 1              | 1                        |                     |                     |                     |                     |  |  |                      |                      |                      |                      |  |  |                               |                               |                               |                               |
|  |                     |                           |                     |                           |                |                          |                     |                     |                     |                     |  |  |                      |                      |                      |                      |  |  |                               |                               |                               |                               |
|  |                     |                           |                     |                           |                |                          |                     |                     |                     |                     |  |  |                      |                      |                      |                      |  |  |                               |                               |                               |                               |
|  | 1                   | Braves d'Atlanta          | 1                   | 1                         |                |                          |                     |                     |                     |                     |  |  |                      |                      |                      |                      |  |  |                               |                               |                               |                               |
|  | 1                   | Braves d'Atlanta          | 1                   | 1                         | 3 et 4 octobre |                          |                     |                     |                     |                     |  |  |                      |                      |                      |                      |  |  |                               |                               |                               |                               |
|  |                     |                           | 4                   | Phillies de Philadelphie  | 3              | 3                        |                     |                     |                     |                     |  |  |                      |                      |                      |                      |  |  |                               |                               |                               |                               |
|  | 4                   | Phillies de Philadelphie  | 4                   | Phillies de Philadelphie  | 3              | 3                        | 2                   | 2                   |                     |                     |  |  |                      |                      |                      |                      |  |  |                               |                               |                               |                               |
|  | 4                   | Phillies de Philadelphie  | du 7 au 11 octobre  |                           |                |                          | 2                   | 2                   |                     |                     |  |  |                      |                      |                      |                      |  |  |                               |                               |                               |                               |
|  | 5                   | Marlins de Miami          | 0                   | 0                         |                |                          |                     |                     |                     |                     |  |  |                      |                      |                      |                      |  |  |                               |                               |                               |                               |
|  | 5                   | Marlins de Miami          | 0                   | 0                         | 4              | Phillies de Philadelphie | 3                   | 3                   |                     |                     |  |  |                      |                      |                      |                      |  |  |                               |                               |                               |                               |
|  |                     |                           |                     |                           | 4              | Phillies de Philadelphie | 3                   | 3                   |                     |                     |  |  |                      |                      |                      |                      |  |  |                               |                               |                               |                               |
|  |                     |                           | 6                   | Diamondbacks de l'Arizona | 4              | 4                        |                     |                     |                     |                     |  |  |                      |                      |                      |                      |  |  |                               |                               |                               |                               |
|  |                     |                           |                     |                           | 4              | 4                        |                     |                     |                     |                     |  |  |                      |                      |                      |                      |  |  |                               |                               |                               |                               |
|  |                     |                           |                     |                           |                |                          |                     |                     |                     |                     |  |  |                      |                      |                      |                      |  |  |                               |                               |                               |                               |
|  |                     |                           |                     |                           |                |                          |                     |                     |                     |                     |  |  |                      |                      |                      |                      |  |  |                               |                               |                               |                               |
|  | 2                   | Dodgers de Los Angeles    | 0                   | 0                         |                |                          |                     |                     |                     |                     |  |  |                      |                      |                      |                      |  |  |                               |                               |                               |                               |
|  | 2                   | Dodgers de Los Angeles    | 0                   | 0                         | 3 et 4 octobre |                          |                     |                     |                     |                     |  |  |                      |                      |                      |                      |  |  |                               |                               |                               |                               |
|  |                     |                           | 6                   | Diamondbacks de l'Arizona | 3              | 3                        |                     |                     |                     |                     |  |  |                      |                      |                      |                      |  |  |                               |                               |                               |                               |
|  | 3                   | Brewers de Milwaukee      | 6                   | Diamondbacks de l'Arizona | 3              | 3                        | 0                   | 0                   |                     |                     |  |  |                      |                      |                      |                      |  |  |                               |                               |                               |                               |
|  | 3                   | Brewers de Milwaukee      |                     |                           |                |                          |                     | 0                   |                     |                     |  |  |                      |                      |                      |                      |  |  |                               |                               |                               |                               |
|  | 6                   | Diamondbacks de l'Arizona | 2                   | 2                         |                |                          |                     |                     |                     |                     |  |  |                      |                      |                      |                      |  |  |                               |                               |                               |                               |
|  | 6                   | Diamondbacks de l'Arizona | 2                   | 2                         |                |                          |                     |                     |                     |                     |  |  |                      |                      |                      |                      |  |  |                               |                               |                               |                               |
|  |                     |                           |                     |                           |                |                          |                     |                     |                     |                     |  |  |                      |                      |                      |                      |  |  |                               |                               |                               |                               |

## Détails des matchs

### Séries de Wild Card

#### Twins du Minnesota (3) vs (6) Blue Jays de Toronto
Les Twins du Minnesota, champion de la division Centrale de la Ligue américaine affrontent les Blue Jays de Toronto, sixième de la Ligue américaine. La série débute le 3 octobre 2023. Le vainqueur affronte les Astros de Houston en séries de divisions. Minnesota remporte la série 2-0.
| 3 octobre 2023 16h38 | Blue Jays de Toronto | 1 - 3 Boxscore | Twins du Minnesota | Target Field, Minneapolis Affluence: 38450 |

| 4 octobre 2023 16h38 | Blue Jays de Toronto | 0 - 2 Boxscore | Twins du Minnesota | Target Field, Minneapolis Affluence: 38518 |

#### Rays de Tampa Bay (4) vs (5) Rangers du Texas
Les Rays de Tampa Bay, quatrième de la Ligue américaine affrontent les Rangers du Texas, cinquième de la Ligue américaine. La série débute le 3 octobre 2023. Le vainqueur affronte les Orioles de Baltimore en séries de divisions. Texas remporte la série 2-0.
| 3 octobre 2023 15h08 | Rangers du Texas | 4 - 0 Boxscore | Rays de Tampa Bay | Tropicana Field, St. Petersburg Affluence: 19704 |

| 4 octobre 2023 15h08 | Rangers du Texas | 7 - 1 Boxscore | Rays de Tampa Bay | Tropicana Field, St. Petersburg Affluence: 20198 |

#### Brewers de Milwaukee (3) vs (6) Diamondbacks de l'Arizona
Les Brewers de Milwaukee, champions de la division Centrale de la Ligue nationale affrontent les Diamondbacks de l'Arizona sixième de la Ligue nationale. La série débute le 3 octobre 2023. Le vainqueur affronte les Dodgers de Los Angeles en séries de divisions. Arizona remporte la série 2-0.
| 3 octobre 2023 19h08 | Diamondbacks de l'Arizona | 6 - 3 Boxscore | Brewers de Milwaukee | American Family Field, Milwaukee Affluence: 40892 |

| 4 octobre 2023 19h08 | Diamondbacks de l'Arizona | 5 - 2 Boxscore | Brewers de Milwaukee | American Family Field, Milwaukee Affluence: 41166 |

#### Phillies de Philadelphie (4) vs (5) Marlins de Miami
Les Phillies de Philadelphie, quatrième de la Ligue nationale affrontent les Marlins de Miami, cinquième de la Ligue nationale. La série débute le 3 octobre 2023. Le vainqueur affronte les Braves d'Atlanta en séries de divisions. Philadelphie remporte la série 2-0.
| 3 octobre 2023 20h08 | Marlins de Miami | 1 - 4 Boxscore | Phillies de Philadelphie | Citizens Bank Park, Philadelphie Affluence: 45662 |

| 4 octobre 2023 20h08 | Marlins de Miami | 1 - 7 Boxscore | Phillies de Philadelphie | Citizens Bank Park, Philadelphie Affluence: 45738 |

### Séries de divisions

#### Orioles de Baltimore (1) vs (5) Rangers du Texas
Les Orioles de Baltimore, champion de la division AL Est et meilleur bilan de la Ligue américaine affrontent les Rangers du Texas, vainqueur de Tampa Bay en Wild Card. La série débute le 7 octobre. Les Rangers remportent la série 3-0 et accèdent en série de championnat pour la première fois depuis 2011,.
| 7 octobre 2023 19h03 | Rangers du Texas | 3 - 2 Boxscore | Orioles de Baltimore | Oriole Park at Camden Yards, Baltimore Affluence: 46450 |

| 8 octobre 2023 16h07 | Rangers du Texas | 11 - 8 Boxscore | Orioles de Baltimore | Oriole Park at Camden Yards, Baltimore Affluence: 46475 |

| 10 octobre 2023 20h03 | Orioles de Baltimore | 1 - 7 Boxscore | Rangers du Texas | Globe Life Field, Arlington Affluence: 40861 |

#### Astros de Houston (2) vs (3) Twins du Minnesota
Les Astros de Houston, champion de la division AL Ouest affrontent les Twins du Minnesota, vainqueur de Toronto en Wild Card. La série débute le 7 octobre. Les Astros remportent la série 3-1 et se qualifie pour la 7e fois de suite pour la série de championnat.
| 7 octobre 2023 16h45 | Twins du Minnesota | 4 - 6 Boxscore | Astros de Houston | Minute Maid Park, Houston Affluence: 43024 |

| 8 octobre 2023 20h03 | Twins du Minnesota | 6 - 2 Boxscore | Astros de Houston | Minute Maid Park, Houston Affluence: 43017 |

| 10 octobre 2023 16h07 | Astros de Houston | 9 - 1 Boxscore | Twins du Minnesota | Target Field, Minneapolis Affluence: 41017 |

| 11 octobre 2023 19h07 | Astros de Houston | 3 - 2 Boxscore | Twins du Minnesota | Target Field, Minneapolis Affluence: 40977 |

#### Braves d'Atlanta (1) vs (4) Phillies de Philadelphie
Les Braves d'Atlanta, champion de la division NL Est et meilleur bilan de la ligue affrontent les Phillies de Philadelphie, vainqueur de Miami en Wild Card. Cette série est un remake de la série de division de la saison dernière. La série débute le 7 octobre 2023. Les Phillies remportent la série 3-1 et éliminent pour la 2e fois de suite les Braves en série de division.
| 7 octobre 2023 18h07 | Phillies de Philadelphie | 3 - 0 Boxscore | Braves d'Atlanta | Truist Park, Atlanta Affluence: 43689 |

| 9 octobre 2023 18h07 | Phillies de Philadelphie | 4 - 5 Boxscore | Braves d'Atlanta | Truist Park, Atlanta Affluence: 46898 |

| 11 octobre 2023 15h07 | Braves d'Atlanta | 2 - 10 Boxscore | Phillies de Philadelphie | Citizens Bank Park, Philadelphie Affluence: 45798 |

| 12 octobre 2023 16h07 | Braves d'Atlanta | 1 - 3 Boxscore | Phillies de Philadelphie | Citizens Bank Park, Philadelphie Affluence: 45831 |

#### Dodgers de Los Angeles (2) vs (6) Diamondbacks de l'Arizona
Les Dodgers de Los Angeles, champion de la division NL Ouest affrontent les Diamondbacks de l'Arizona, vainqueur de Milwaukee en Wild Card. La série débute le 7 octobre. Les Diamondbacks de l'Arizona remportent la série 3-0 et se qualifie pour la 3e fois en série de championnat
| 7 octobre 2023 21h20 | Diamondbacks de l'Arizona | 11 - 2 Boxscore | Dodgers de Los Angeles | Dodger Stadium, Los Angeles Affluence: 51653 |

| 9 octobre 2023 21h07 | Diamondbacks de l'Arizona | 4 - 2 Boxscore | Dodgers de Los Angeles | Dodger Stadium, Los Angeles Affluence: 51449 |

| 11 octobre 2023 21h07 | Dodgers de Los Angeles | 2 - 4 Boxscore | Diamondbacks de l'Arizona | Chase Field, Phoenix Affluence: 48175 |

### Séries de championnat

#### Astros de Houston (2) vs (5) Rangers du Texas
Les Astros de Houston affrontent les Rangers du Texas, il s'agit de leur première confrontation en séries éliminatoires. La série débute le 15 octobre. La série est remportée par les Rangers du Texas, au terme du match 7, gagné 11 à 4 sur le terrain de Houston. Adolis García (en) est nommé MVP de la série.
| 15 octobre 2023 20h15 | Rangers du Texas | 2 - 0 Boxscore | Astros de Houston | Minute Maid Park, Houston Affluence: 42872 |

| 16 octobre 2023 16h37 | Rangers du Texas | 5 - 4 Boxscore | Astros de Houston | Minute Maid Park, Houston Affluence: 42879 |

| 18 octobre 2023 20h03 | Astros de Houston | 8 - 5 Boxscore | Rangers du Texas | Globe Life Field, Arlington Affluence: 42368 |

| 19 octobre 2023 20h03 | Astros de Houston | 10 - 3 Boxscore | Rangers du Texas | Globe Life Field, Arlington Affluence: 42060 |

| 20 octobre 2023 17h07 | Astros de Houston | 5 - 4 Boxscore | Rangers du Texas | Globe Life Field, Arlington Affluence: 41519 |

| 22 octobre 2023 20h03 | Rangers du Texas | 9 - 2 Boxscore | Astros de Houston | Minute Maid Park, Houston Affluence: 42368 |

| 23 octobre 2023 20h03 | Rangers du Texas | 11 - 4 Boxscore | Astros de Houston | Minute Maid Park, Houston Affluence: 42814 |

#### Phillies de Philadelphie (4) vs (6) Diamondbacks de l'Arizona
Les Phillies de Philadelphie affrontent les Diamondbacks de l'Arizona, il s'agit de leur première confrontation en séries éliminatoires. La série débute le 16 octobre.  La série est remportée par les D-backs de l'Arizona, au terme du match 7, gagné 4 à 2 sur le terrain de Philadelphie. Ketel Marté est nommé MVP de la série.
| 16 octobre 2023 20h07 | Diamondbacks de l'Arizona | 3 - 5 Boxscore | Phillies de Philadelphie | Citizens Bank Park, Philadelphie Affluence: 45396 |

| 17 octobre 2023 20h07 | Diamondbacks de l'Arizona | 0 - 10 Boxscore | Phillies de Philadelphie | Citizens Bank Park, Philadelphie Affluence: 45412 |

| 19 octobre 2023 17h07 | Phillies de Philadelphie | 1 - 2 Boxscore | Diamondbacks de l'Arizona | Chase Field, Phoenix Affluence: 47075 |

| 20 octobre 2023 20h07 | Phillies de Philadelphie | 5 - 6 Boxscore | Diamondbacks de l'Arizona | Chase Field, Phoenix Affluence: 47806 |

| 20 octobre 2023 20h07 | Phillies de Philadelphie | 6 - 1 Boxscore | Diamondbacks de l'Arizona | Chase Field, Phoenix Affluence: 47897 |

| 23 octobre 2023 17h07 | Diamondbacks de l'Arizona | 5 - 1 Boxscore | Phillies de Philadelphie | Citizens Bank Park, Philadelphie Affluence: 45473 |

| 24 octobre 2023 20h07 | Diamondbacks de l'Arizona | 4 - 2 Boxscore | Phillies de Philadelphie | Citizens Bank Park, Philadelphie Affluence: 45397 |

### Série mondiale

#### Rangers du Texas (AL5) vs (NL6) Diamondbacks de l'Arizona
Les Rangers du Texas sont en série mondiale pour la première fois depuis 2011, il s'agit de leur troisième participation. Les Diamondbacks de l'Arizona sont en série mondiale pour la première depuis leur victoire en 2001, il s'agit de leur deuxième participation. Texas et Arizona s'affrontent pour la première fois en séries éliminatoires. Les deux équipes ont perdus plus de 100 matchs lors de la saison 2021. C'est la troisième fois que deux équipes passées pars le wild card se qualifient. En plus, c'est la première Série mondiale où les Astros de Houston et les Dodgers de Los Angeles ne sont pas présents depuis 2016.
Les Rangers du Texas remportent leur première Série mondiale en 62 ans d'existence. Corey Seager est nommé joueur par excellence de la Série mondiale.
Le premier match de la Série mondiale est remporté par les Rangers du Texas 6 à 5 au bout de la 11e manche alors qu'il tirait de l'arrière dans la 9e manche, 5-3.
| 27 octobre 2023 20h03 | Diamondbacks de l'Arizona | 5 - 6 (11) Boxscore | Rangers du Texas | Globe Life Field, Arlington Affluence: 42472 |

Les Diamondbacks de l'Arizona égalisent dans la série grâce à leur victoire 9 à 1 sur le terrain des Rangers.
| 28 octobre 2023 20h03 | Diamondbacks de l'Arizona | 9 - 1 Boxscore | Rangers du Texas | Globe Life Field, Arlington Affluence: 42500 |

Les Rangers du Texas reprennent les devants dans la série après leur victoire dans l'Arizona 3 à 1 grâce notamment au homerun de Corey Seager dans la 3e manche.
| 30 octobre 2023 20h03 | Rangers du Texas | 3 - 1 Boxscore | Diamondbacks de l'Arizona | Chase Field, Phoenix Affluence: 48517 |

Les Rangers s'imposent de nouveau sur le terrain des Diamondbacks, 11 à 7 lors du match 4 et sont désormais à une victoire de gagner la Série mondiale.
| 31 octobre 2023 20h03 | Rangers du Texas | 11 - 7 Boxscore | Diamondbacks de l'Arizona | Chase Field, Phoenix Affluence: 48388 |

Dans un match à sens unique, 5 à 0 pour les texans, les Rangers s'imposent une nouvelle fois en Arizona et remportent la première série mondiale de leur histoire.
| 1er novembre 2023 20h03 | Rangers du Texas | 5 - 0 Boxscore | Diamondbacks de l'Arizona | Chase Field, Phoenix Affluence: 48511 |